# Король слов'ян

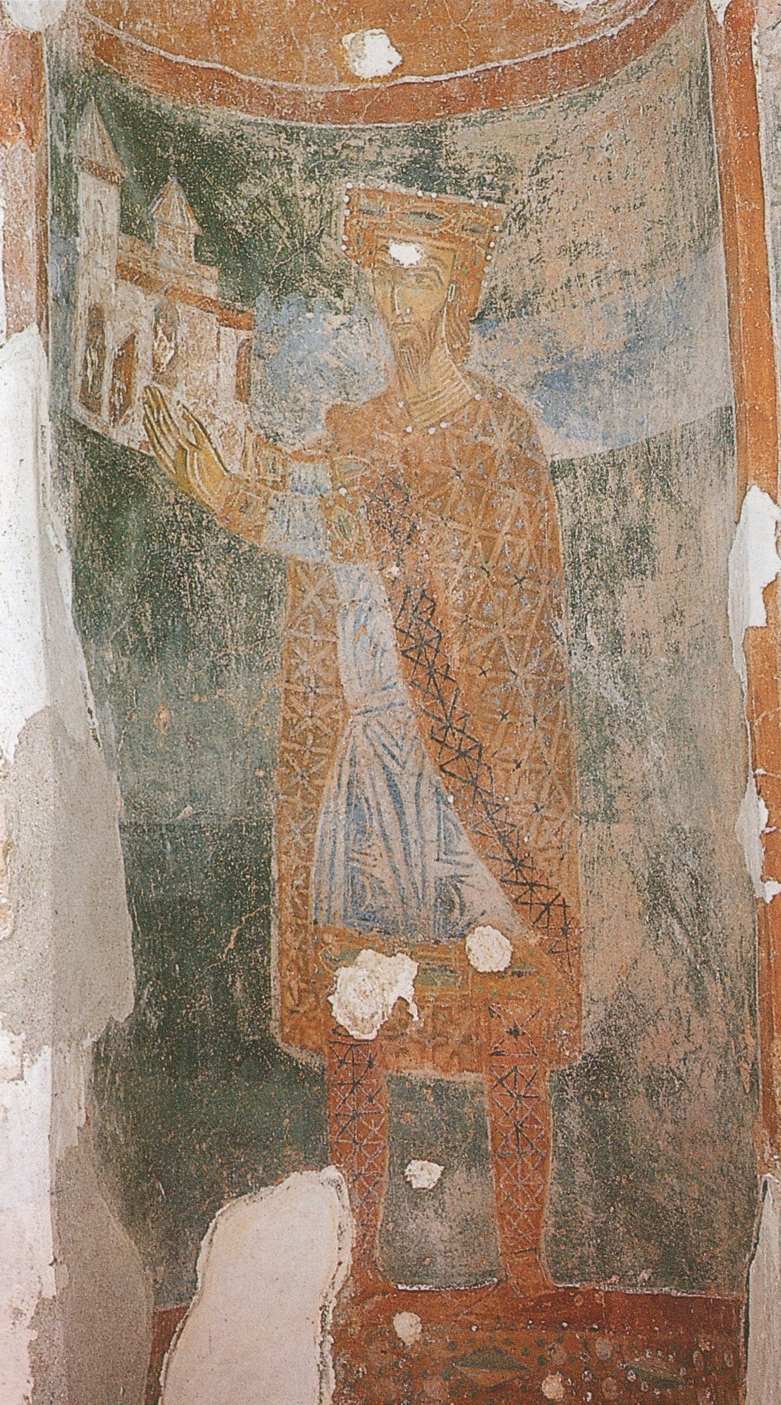
Король Михайло Воїславович

Король слов'ян або король склавінів (лат. Rex Sclavorum, Sclavorum rex) — титул, що позначав деяких слов'янських правителів, а також німецьких монархів, які пізніше завоювали слов'ян в Центральній Європі. Зустрічався у Середні віки в європейських джерелах, в тому числі в кореспонденції Папи Римського.
Поряд з титулом король слов'ян також в середньовічних джерелах використовувався титул "Король венедів" (Vendes rex), що позначав правителів вендів, народ, який історично населяв західнослов'янські землі південних узбереж Балтійського моря, які інакше називали Лужицькі слов'яни та інші племена, що мешкали в районах Мекленбурга, Гольштейн та Померанії.
Якщо титул король венедів стосувався слов'янських племен, що жили на схід від Рейну на Балтійському узбережжі, то титул король слов'ян або король склавінів відносився до центрально-європейських слов'ян.

## Королі слов'ян
Монархи, що носили титул Король слов'ян:
- Само, правитель слов’ян (623–658); називався так у літописі франків.
- Драговіт, правитель велетів (789);  згадується в Annales Mettenses priores, 805 р.
- Трпимир I, правитель Хорватії (845–864); у саксонського літописця Готшалька з Орбе, в 840-х роках.
- Святоплук I, правитель Моравії (870–894); називався так Папою Стефаном V у 885 р.
- Михайло Вишевич, правитель Загум'я (913–926); згадується в Annales Barenses.
- Михайло Воїславович, правитель Дуклі (1050–1081); називався так Папою Григорієм VII у 1077 р.
- Бодін Воїславович, правитель Дуклі (1081–1101); за хронікою Ордерік Віталій, що стосується подій 1096 р.
- Стефан Драгутин, правитель Сербії (1276–1282) та Сирмії (1282–1316); називається так Папою Миколою IV у 1288 р.
- Кнуд Лавард, данський князь (1120–1131); називається так після 1129 р.